# Zoe
Zoe je ženské křestní jméno řeckého původu. Vzniklo z řeckého slova zóé a vykládá se jako „život“. V České republice připadají jmeniny Zoe na 27. října.

## Domácké podoby
Zoui, Zoja, Zouinka, Zoinka, Zoi, Zoika

## Známí nositelé jména
- Zoë Archer – americká spisovatelka
- Zoe Boyle – americká herečka
- Zoe Buckman – americká fotografka
- Zoe (císařovna) – byzantská císařovna
- Zooey Deschanelová – americká herečka
- Zoë Kravitzová – americká herečka, zpěvačka a modelka
- Zoe Saldaña – americká herečka
- Zoe Svobodová-Klusáková – profesorka právnické fakulty
- Zoë Wanamaker – britsko-americká herečka